# バキュームブレーカ

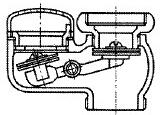
フラッシュバルブ用バキュームブレーカ断面

バキュームブレーカとは、液体配管や蒸気使用装置などの流れが停止したときに、外部のエアを自動的に吸入することにより内部の液体の排出を容易にし、また配管や装置内の圧力が真空になることによる破壊を防ぐために設置される機器（弁）で、真空破壊弁や真空破砕弁及び逆流防止弁または真空遮断弁とも呼ばれる。
サイフォン作用を起こす真空部分へ自動的に空気を送り込み、負圧の発生を防ぐことで逆サイフォン作用を防止するためのもののこと。 

## 設置基準
厚生労働省では、水が逆流するおそれのある場所に設置されている給水装置は、次の各号のいずれかに該当しなければならないと定めている。
次に掲げる逆流を防止するための性能を有する給水用具が水の逆流を防止することができる適切な位置（1. に掲げるものにあっては、水受け容器の越流面の上方150ミリメートル以上の位置）に設置されていること。
1. バキュームブレーカは、負圧破壊性能試験により流入側からマイナス54キロパスカルの圧力を加えたとき、バキュームブレーカに接続した透明管内の水位の上昇が75ミリメートルを超えないこと。
2. 負圧破壊装置を内部に備えた給水用具は、負圧破壊性能試験により流入側からマイナス54キロパスカルの圧力を加えたとき、当該給水用具に接続した透明管内の水位の上昇が負圧破壊装置の空気吸入シート面から水受け部の水面までの垂直距離の2分の1を超えないこと。
3. 水受け部と吐水口が一体の構造であり、かつ、水受け部の越流面と吐水口の間が分離されていることにより水の逆流を防止する構造の給水用具は、負圧破壊性能試験により流入側からマイナス54キロパスカルの圧力を加えたとき、吐水口から水を引き込まないこと。

## 注意事項
バキュームブレーカの吸気弁は空気中の埃や塵も吸い込むことから吸気弁パッキンへの付着した異物を定期的に清掃しないと便器洗浄の通水時に吸気弁パッキンが開閉（昇降）動作が妨げられ機能障害が発生する他、吸気弁パッキン閉まりきれずに完全にシールされず水漏れの原因となる他、吸気が完全に妨げられるとバキュームブレーカが取り付けられていないフラッシュバルブと同様の状態になり、フラッシュバルブ閉止後、フラッシュバルブから便器へ繋がる配管が負圧（真空）状態になり、便器の吐水口から空気が逆流して配管内に空気が入り込む状態となり、このため配管内が大気圧状態に戻るまでは便器の吐水口から配管への空気逆流音が聞こえる現象が発生することもある。このような現象が発生した場合直ちに新しいバキュームブレーカに交換が必要である。
大きな異物が吸気弁に入り込むと便器洗浄の通水時に吸気弁パッキンが閉まらなくなり、水が噴き出してしまうことになり、床が水浸しになるどころか家財損害にもつながる。
煙草の吸殻や灰をバキュームブレーカの吸気弁蓋の吸気穴に押し付けるなど、悪戯により煙草の繊維や灰が吸気穴から内部へ入り込んで吸気弁パッキンの開閉動作が阻害され、水が漏れたり水が噴き出すなどのトラブルが発生することがある。この場合、吸気口が目に見えなく故意に異物を入り込ませない構造の揺動フラッパー弁式のバキュームブレーカに交換することで防止する。